# AJ+
AJ+ es una editorial de redes sociales propiedad de Al Jazeera Media Network que se enfoca en noticias y temas de actualidad. AJ+ está disponible en su sitio web, YouTube, Facebook, Instagram y Twitter, con contenido escrito en Medium.
El trabajo en el canal comenzó en diciembre de 2012, poco después de que Al Jazeera estableciera una oficina en San Francisco, Estados Unidos. El primer canal de YouTube se lanzó el 17 de diciembre de 2013. Luego, el canal tuvo un lanzamiento discreto el 13 de junio de 2014. Siguió un lanzamiento completo el 15 de septiembre de 2014.

## Historia
Al Jazeera Media Network originalmente planeó lanzar un canal de televisión solo por Internet en 2010 como parte de su estrategia de redes sociales, pero luego se preocupó por la Primavera Árabe. Los planes para un canal solo en Internet se relanzaron con el lanzamiento de Al Jazeera America cuando Al Jazeera Media Network tuvo que bloquear geográficamente la mayoría de los videos de Al Jazeera English, incluida la transmisión en vivo del canal para satisfacer las preocupaciones de los proveedores de cable y satélite en los Estados Unidos. estados La medida fue recibida con insatisfacción tanto por parte de los espectadores como de los productores y presentadores de Al Jazeera English.
Además, con la compra de Current TV para usarla con Al Jazeera America, AJMN adquirió la antigua sede de Current en San Francisco, que era perfecta para el tipo de canal que Al Jazeera quería construir al estar en la nueva meca de los medios del Área de la Bahía de San Francisco y el edificio ya está equipado para acomodar una operación en línea debido al formato original de Current como un canal generado por el usuario con una fuerte integración de Internet.
En enero de 2012, los miembros del equipo de medios sociales de la red trasladaron a parte de su personal a San Francisco para concentrarse en construir AJ+. Después de meses de investigación y numerosos pilotos, la gerencia ejecutiva de AJMN se convenció del proyecto y proporcionó financiamiento y recursos a escala. AJ+ es el primer proyecto incubado del Departamento de Innovación e Incubación de Al Jazeera.
En octubre de 2013, se anunció que Al Jazeera Media Network establecería un canal de televisión solo por Internet basado completamente en línea llamado AJ+ con sede en San Francisco para su lanzamiento en algún momento de 2014. Dirigido por un equipo de estrategia compuesto por Riyaad Minty, Moeed Ahmad y Muhammad Cajee, después de un año de preparación, el canal colocó varios videos de prueba en YouTube a fines de 2013, seguido de un lanzamiento preliminar en junio de 2014 con un lanzamiento completo completo con una aplicación móvil. más tarde en 2014.
El canal fue anunciado como lanzado el 13 de junio de 2014 por Al Jazeera PR con varios videos publicados en YouTube y una nueva página de Facebook a la que se refiere como la AJ+ Community junto con un sitio web renovado con un logotipo actualizado. El canal se lanzó durante una presentación de Al Jazeera sobre nuevos medios en la cumbre Global Editors Network en Barcelona. El canal se lanzó suavemente comenzando con el tuit "Podemos confirmar que este es nuestro primer tuit oficial. Porque de eso se trata el verdadero periodismo. Somos @AJPlus. Hola mundo :)". El tuit fue en parte un juego de palabras del primer tuit enviado por la CIA a principios de mes.
En julio de 2014, el canal creó un programa de becas y emitió una convocatoria para becarios de cinco regiones del mundo en América del Norte, América del Sur, Medio Oriente, Europa, Asia-Pacífico y África Subsahariana. En agosto de 2014, el canal se expandió a Instagram. El 15 de septiembre de 2014, el canal se lanzó por completo con el lanzamiento de su aplicación móvil. El lanzamiento contó con la presencia del director general de Al Jazeera Media Network, Mostefa Souag, quien declaró: "AJ remodeló los medios en 1996 cuando se lanzó, el 15 de septiembre marca la nueva fase de cambio con AJ+".
AJ+ Español se lanzó en abril de 2015 para comenzar a probar contenido en un idioma diferente.
Según Variety, en junio de 2015 AJ+ se convirtió en el segundo mayor productor de videos de noticias en Facebook, después de NowThis News. Son el noveno productor de video más grande en la plataforma en general.
El 12 de agosto de 2015, AJ+ anunció el nombramiento de su primer director general, Dima Khatib.
En agosto de 2015, AJ+ publicó datos que muestran que tiene una tasa de participación del 600 % en Facebook, lo que convierte a la página de Facebook de la red en una de las marcas de noticias más participativas del mundo. Hasta abril de 2018, su página de Facebook había obtenido más de diez millones de 'me gusta' de los usuarios.
En octubre de 2015, AJ+ anunció que el canal había alcanzado más de mil millones de visitas en sus plataformas.
En 2017, AJ+ lanzó una versión en francés del servicio. En 2018, la versión en inglés del canal trasladó sus operaciones a Washington D. C. En abril de 2018, AJ+ dejó de usar sus aplicaciones móviles y pasó a la distribución de contenido a través de su sitio web, varias redes sociales y YouTube.
En septiembre de 2020, se le pidió a AJ+ que se registrara bajo la Ley de Registro de Agentes Extranjeros (FARA) en los Estados Unidos y el gobierno del presidente estadounidense Donald Trump acusó al canal de participar en actividades políticas, respaldado por la Casa de Thani, la familia real de Catar. Al Jazeera condenó la decisión y la vinculó a los resultados de tres años de cabildeo cumplidos tras la firma del acuerdo de paz entre Israel y los Emiratos Árabes Unidos.

## Formato
AJ+ produce videos y medios directamente a las plataformas sociales (Facebook, YouTube, Twitter e Instagram), a través de aplicaciones nativas en dispositivos móviles (iOS y Android) y plataformas de televisión inteligente (Apple TV, Android TV, y Amazon Fire).
El canal tiene su sede en Washington D. C., originalmente tenía su sede en San Francisco, California, en la antigua sede y estudio ampliados de Current TV. El canal tiene sucursales en Doha, Estambul, Río de Janeiro, Kuala Lumpur y Nairobi. También recopila y crea contenido a través de trabajadores independientes en otras áreas de interés.
A pesar de tener su sede en los Estados Unidos, el contenido del canal está formateado para una audiencia global similar al inglés de Al Jazeera. El canal no tiene anfitriones ni presentadores, y los reportajes en vivo juegan un papel menor. La mayor parte del contenido está disponible bajo demanda.
AJ+ ofrece cobertura de noticias de todo el mundo y también cubre temas como estilo de vida, cultura y tecnología con muy poco texto. Sus videos varían de 15 segundos a 10 minutos.
El canal está experimentando con varios formatos de narración. Admite un alto nivel de interacciones de los usuarios en la aplicación y también en sus plataformas de Facebook, YouTube y Twitter.
En 2015 se lanzó una versión en árabe de AJ+. También hay una versión de prueba en español del canal con sede en San Francisco.
Los videos del canal se muestran ocasionalmente en los sitios web de Al Jazeera English y Al Jazeera America, antes de su cierre, como una característica más detallada de ese sitio web si el sitio cubre el mismo tema.

## Premios y honores
- En 2015, AJ+ ganó un Premios Webby por películas y videos en línea, noticias e información.[30]
- En los Premios Webby 2015, AJ+ también fue distinguido en las categorías de
  - Películas y videos en línea, noticias y política: Episodio individual (Ayotzinapa Student Killings Ignite Mexico and the Internet)[31]
  - Películas y videos en línea, Documental: Series (AJ+ Short Docs)[32]
  - Sitios y aplicaciones móviles, noticias (aplicación móvil AJ+)[33]
- En 2015, la aplicación móvil AJ+ fue finalista del premio World's Best Digital Design de la Society for News Design.[34]

## Controversia
AJ+ ha sido objeto de críticas por parte de publicaciones conservadoras y proisraelíes por un sesgo percibido como antiestadounidense, antiisraelí e izquierdista en sus informes.
El Institut national de l'audiovisuel ha criticado a AJ+ por su práctica de generar participación de los espectadores a través de lo que considera informes unilaterales sobre temas emocionales. El instituto afirma que tres cuartas partes de sus tuits mencionan el conflicto israelí-palestino, el racismo o la violencia policial, y que la supuesta línea editorial del canal sirve para promover la influencia de Catar y presenta similitudes ideológicas con los Hermanos Musulmanes.